# Dudleya farinosa
Dudleya farinosa (Lindl.) Britt. & Rose, con el nombre común de bluff lettuce, powdery liveforever y powdery dudleya, es una especie de planta carnosa perteneciente a la familia de las crasuláceas.

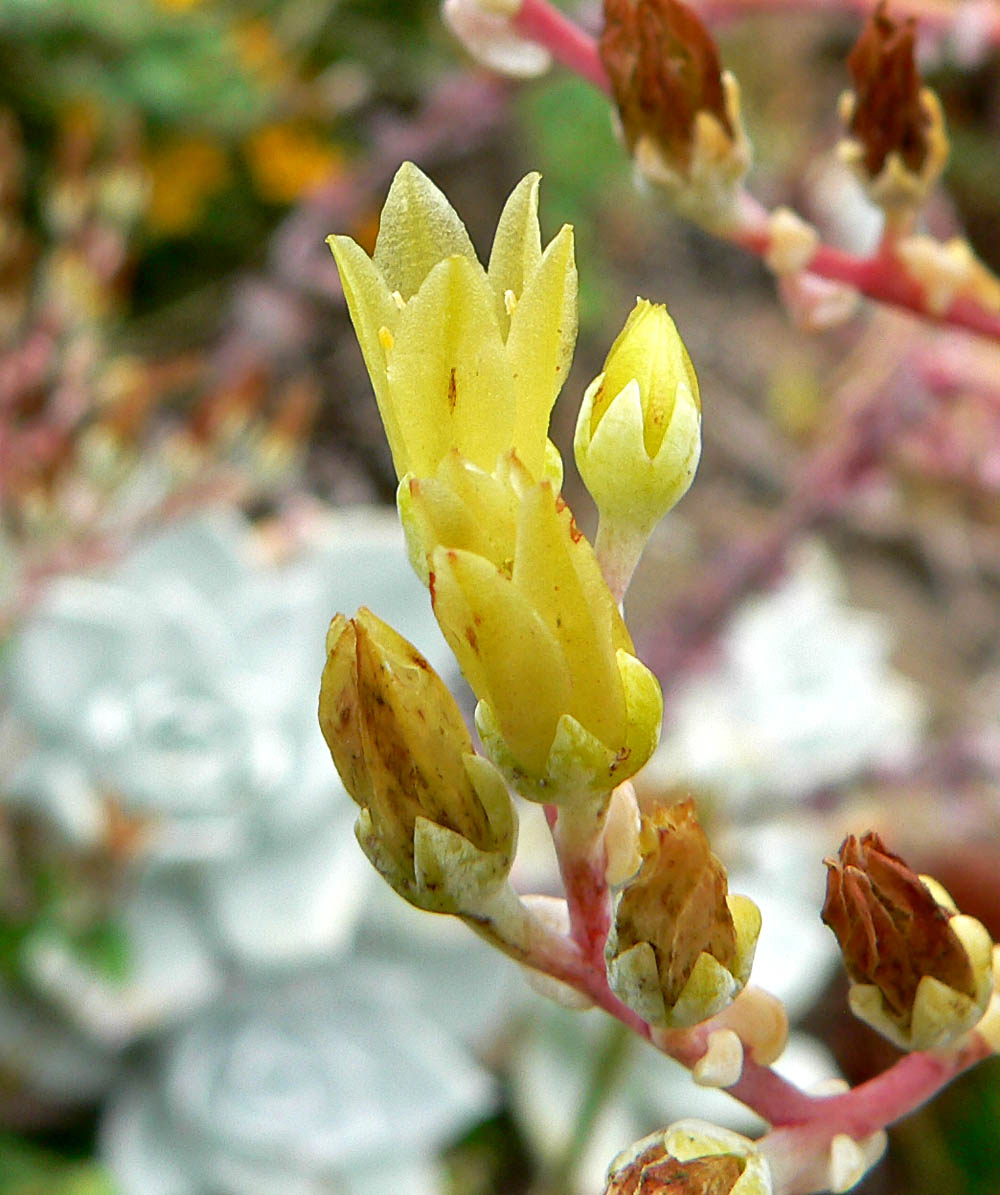
Detalle de la flor

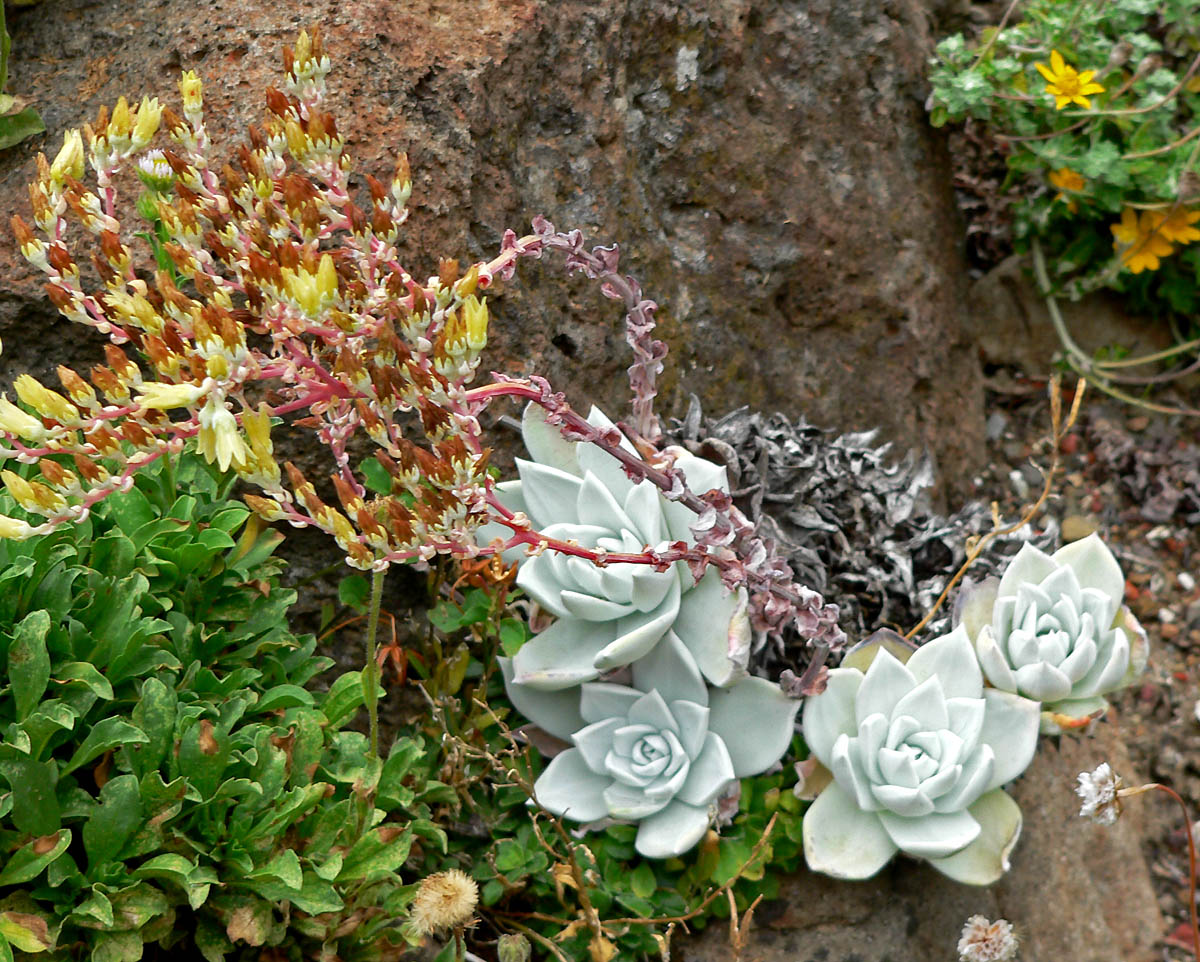
Inflorescencia

## Distribución y hábitat
Esta planta es nativa de la costa de Oregón y el norte de California, donde se encuentra comúnmente en riscos y laderas costeras. 

## Descripción
Esta Dudleya es variable en la apariencia desde gris a rojo espectacular. Crece de una ramificación del caudex y forma una roseta basal de hojas anchas, puntiagudas, en forma de pala, cada una de hasta unos 6 centímetros de ancho.  Las hojas son en general de color verde pálido, pero muy a menudo tienen bordes o puntas de colores brillantes, especialmente los rojos brillantes.  La planta erige un tallo alto que es de color verde pálido con colorante rojo o rosa, que lleva encima una ramificación de inflorescencia pálido con muchas flores de color amarillo brillante.

## Taxonomía
Dudleya farinosa fue descrita por (Lindl.) Britt. & Rose y publicado en New or Noteworthy North American Crassulaceae 15. 1903.
Etimología
Dudleya: nombre genérico que fue nombrado en honor de William Russell Dudley, el primer director del departamento de botánica de la Universidad de Stanford.
farinosa: epíteto latino que significa "harinosa".
Sinonimia:
- Cotyledon compacta (Rose) Fedde
- Cotyledon eastwoodiae (Rose) Fedde
- Cotyledon farinosa Baker
- Cotyledon lingula S.Watson
- Cotyledon septentrionalis (Rose) Fedde
- Dudleya compacta Rose
- Dudleya eastwoodiae Rose
- Dudleya lingula (S.Watson) Britton & Rose
- Dudleya septentrionalis Rose
- Echeveria compacta (Rose) A.Berger
- Echeveria eastwoodiae (Rose) A.Berger
- Echeveria farinosa (Lindl.) Lindl.
- Echeveria lingula (S.Watson) A.Nelson & J.F.Macbr.
- Echeveria septentrionalis (Rose) A.Berger[3]